# Çıraqlı
Çıraqlı egy lerombolt település Azerbajdzsánban, az örmény határhoz közel, a Hegyi-Karabah Köztársaság által ellenőrzött területen. A települést a Hegyi-karabahi háború idején, 1992. május 17-én rombolták le örmény csapatok, azóta közigazgatásilag Lachin része.